# Angelats (Sora)
Angelats és una masia de Sora (Osona) inclosa a l'Inventari del Patrimoni Arquitectònic de Catalunya.

## Descripció
El cos principal d'habitatge de la casa està format per un edifici de planta rectangular i teulat a doble vessant. Els murs estan fets de pedra irregulars i molt de morter. A la part davantera de la casa s'hi va afegir un cos que sembla ampliar l'habitatge per la part dreta i avança el teulat fent dos porxos superposats a la part del davant. En un dels pilars que aguanta susdit teulat duu la data de 1703. A la part posterior de la casa també s'hi ha afegit un cos avançat, a la part esquerra, que amplia l'habitatge.

## Història
El mas d'Angelats apareix documentat en el primer document que dona una visió global de la parròquia de Sora. El document és la venda del delme de Sora que feu l'any 1338 en Marc de Sant Agustí a Pere de Sala. En aquest hi consten tots els masos de la parròquia estricte de Sora i entre ells el mas Angelats. El mas Angelats havia format part de la finca de Viladevall. Desaparegut en la despoblació del segle xiv es conserva el topònim que encara avui conserva la construcció refeta el segle xviii.